# Jarosław Kozłowski
Jarosław Janusz Kozłowski (ur. w 1945 w Śremie) – jeden z najważniejszych przedstawicieli sztuki konceptualnej w Polsce. Był jednym z twórców sztuki pojęciowej. Tworzy instalacje, rysunki, obiekty, książki artystyczne, a także wykonuje performance. W swojej twórczości konsekwentnie traktuje sztukę jako obszar krytycznej i samokrytycznej analizy. Mieszka i pracuje w Poznaniu.
Inicjator międzynarodowej sieci artystycznej NET (1971), zaangażowany w ruch artystyczny Fluxus. Był założycielem i kierownikiem Galerii Akumulatory 2 w Poznaniu (1972–1989), a w okresie 1991–1993 kuratorem programu Galerii i Kolekcji Centrum Sztuki Współczesnej Zamek Ujazdowski w Warszawie.

## Życiorys
Studiował malarstwo w Państwowej Wyższej Szkole Sztuk Plastycznych (obecnie Uniwersytet Artystyczny w Poznaniu (1963–1969). W latach 1981–1987 był jej rektorem. Był również profesorem: Uniwersytetu im. Adama Mickiewicza w Poznaniu, Statens Kunstakademie, w Oslo, Rijksakademie van Beeldende Kunsten w Amsterdamie oraz Academy Without Walls w Lusace. Od 2019 roku prowadzi i jest kuratorem Galerii Archiwum Idei, która ściśle związana jest z kolekcją prac artystycznych zgromadzonych w czasie działalności Galerii Akumulatory 2 oraz zainicjowaną w 1972 roku międzynarodową wymianą artystyczną NET.
Otrzymał stypendia: The British Council (1979) i DAAD w Berlinie (1984–85). W 2006 r. Jarosław Kozłowski reprezentował Polskę na Biennale w São Paulo.
W 2010 został odznaczony Srebrnym Medalem „Zasłużony Kulturze Gloria Artis”.

## Twórczość
Kozłowski realizuje przeważnie prace w formie instalacji z wykorzystaniem różnych mediów, takich jak m.in. rysunek, światło, dźwięk, fotografia, video czy przedmioty codziennego użytku. Przez lata sięgał jednak też po inne formy przekazu dokładnie dobierając pod konkretne koncepcje właściwe im metody artykulacji artystycznej jak np. książki artystyczne, rysunki, fotografie, obrazy, performance. Przez lata twórczość Kozłowskiego polegała głównie na chłodnej analizie logicznych struktur języka. Jakkolwiek poszukiwania logicznych paradoksów traktowane były w jego pracach rzetelnie, nie można odmówić im niekiedy zabarwienia humorystycznego. W latach 70. często sięgał po ironię, krytykując ówczesne praktyki artystyczne. W tym czasie powstały m.in. takie prace jak Ułan i dziewczyna, Leda z łabędziem, Mona Lisa w czwartym wymiarze, Tu i teraz czy późniejsze The Show i Akademia. W serii prac z lat 80. nazwanych Mitologiami sztuki artysta dekonstruował mity związane ze sztuką, takie jak mit artysty, mit wolności sztuki, mit oryginalności itp. Od 1993 r. realizuje instalacje w myśl autorskiej koncepcji „trzeciego kręgu” – dzieł skonstruowanych z obiektów należących do przestrzeni rzeczywistej, jak i przestrzeni sztuki, jednak pozbawionych ich pierwotnych kontekstów na rzecz nowego przekazu.

### Ważniejsze prace
- 1967 – Aranżacja
- 1970 – Strefa wyobraźni[6]
- 1970–1971 – Zbiór
- 1972 – Tryptyk Metafizyka, Fizyka, Yka
- 1978 – Ułan i dziewczyna
- 1978 – Leda z łabędziem
- 1979 – Mona Lisa w czwartym wymiarze
- 1980 – Tu i teraz
- 1985 – The Show
- 1986 – Akademia
- 1993 – Ostre przedmioty
- 1994–1995 – Miękkie zabezpieczenie
- 1997 – Przedmioty tymczasowe
- 1999 – Standardy europejskie

## Wybrane wystawy indywidualne
- 1967
  - Galeria odNowa, Poznań
- 1968
  - Galeria Współczesna, Warszawa
  - Galeria Pod Moną Lizą, Wrocław
- 1971
  - Galeria Foksal, Warszawa
- 1972
  - Galeria Foksal, Warszawa
- 1974
  - Galeria Foksal, Warszawa
- 1976
  - Galeria Foksal, Warszawa
- 1979
  - Galerie Rene Block, Berlin
- 1980
  - Galeria Piwna 20/26, Warszawa
  - Matt’s Gallery, Londyn
- 1982
  - Matt’s Gallery, Londyn
- 1983
  - Galerie Kanal, Kopenhaga
  - Galeria Piwna 20/26, Warszawa
  - Galeria Akumulatory 2, Poznań
- 1984
  - Galeria RR, Warszawa
  - Utwór na dwa i jeden, Galeria RR, Warszawa
  - Zakład na fosą, Wrocław
- 1985
  - daadgalerie, Berlin
  - Kastrupgardsamlingen, Kastrup
  - Galeria Akumulatory 2, Poznań
- 1986
  - Galerie Gruppe Grün, Brema
  - Matt’s Gallery, Londyn
  - H.A.H. galerie, Kopenhaga
  - Künstlerhaus Bethanien, Berlin
- 1987
  - Galeria RR, Warszawa
  - Galeria Sztuki Aktualnej, Kraków
  - Galeria Piwna 20/26, Warszawa
- 1988
  - Galeria Potocka, Kraków
- 1989
  - Kunsthallen, Odense
- 1990
  - The New Museum of Contemporary Art, Nowy Jork
- 1991
  - Galeria Potocka, Kraków
  - Museum Wiesbaden, Wiesbaden
  - Galerie Nikolaj, Kopenhaga
- 1992
  - Galerie l’Ollave, Lyon
  - CSW Zamek Ujazdowski, Warszawa
  - Kunshalle, Berlin
  - Tapko, Kopenhaga
- 1993
  - H.C.A.K., Haga
- 1994
  - Galeria Arsenał, Białystok
  - Muzeum Sztuki, Łódź
- 1995
  - Museet for Samtidskunst, Oslo
- 1996
  - Muzeum Okręgowe, Bydgoszcz
- 1997
  - Muzeum Narodowe, Poznań
- 1998
  - CSW Zamek Ujazdowski, Warszawa
- 2000
  - Dum Umeni, Brno
- 2001
  - Zjednoczony świat – wersja demokratyczna, Galeria BWA, Zielona Góra
- 2002
  - Hot News, Galeria Muzalewska, Poznań
  - Ćwiczenia z rysunku, Galeria r, Poznań
- 2005
  - Zjednoczony świat – druga wersja alternatywna, Galeria XX1, Warszawa
  - Emerson Gallery, Berlin
  - Wyliczanka, Galeria AT, Poznań
- 2006
  - Figury retoryczne I, Galeria Oko/Ucho, Poznań
  - Zasłony, Galeria Starmach, Kraków
  - Cysterna czasu, CSW Zamek Ujazdowski, Warszawa
- 2007
  - Figury retoryczne III, Galeria Le Guern, Warszawa
- 2008
  - Co nowego?, Fundacja Signum, Poznań
- 2009
  - Continuum XXVIII, Fundacja Profile, Warszawa
  - Nie-prawdy/Nie-kłamstwa, Bunkier Sztuki, Kraków
- 2010
  - Empatia, Galeria Muzalewska, Poznań
- 2014
  - Gry, Galeria Muzalewska, Poznań

## Wybrane wystawy zbiorowe
- 1988
  - Polska fotografia intermedialna lat 80-ych, Galeria BWA Arsenał, Poznań

## Galeria

Część projektu „Zwierciadło”, Sympozjum Plastyczne Wrocław '70, kolekcja MWW
Część projektu „Zwierciadło”, Sympozjum Plastyczne Wrocław '70, kolekcja MWW
Część projektu „Zwierciadło”, Sympozjum Plastyczne Wrocław '70, kolekcja MWW